# L'Albatros (gedicht)

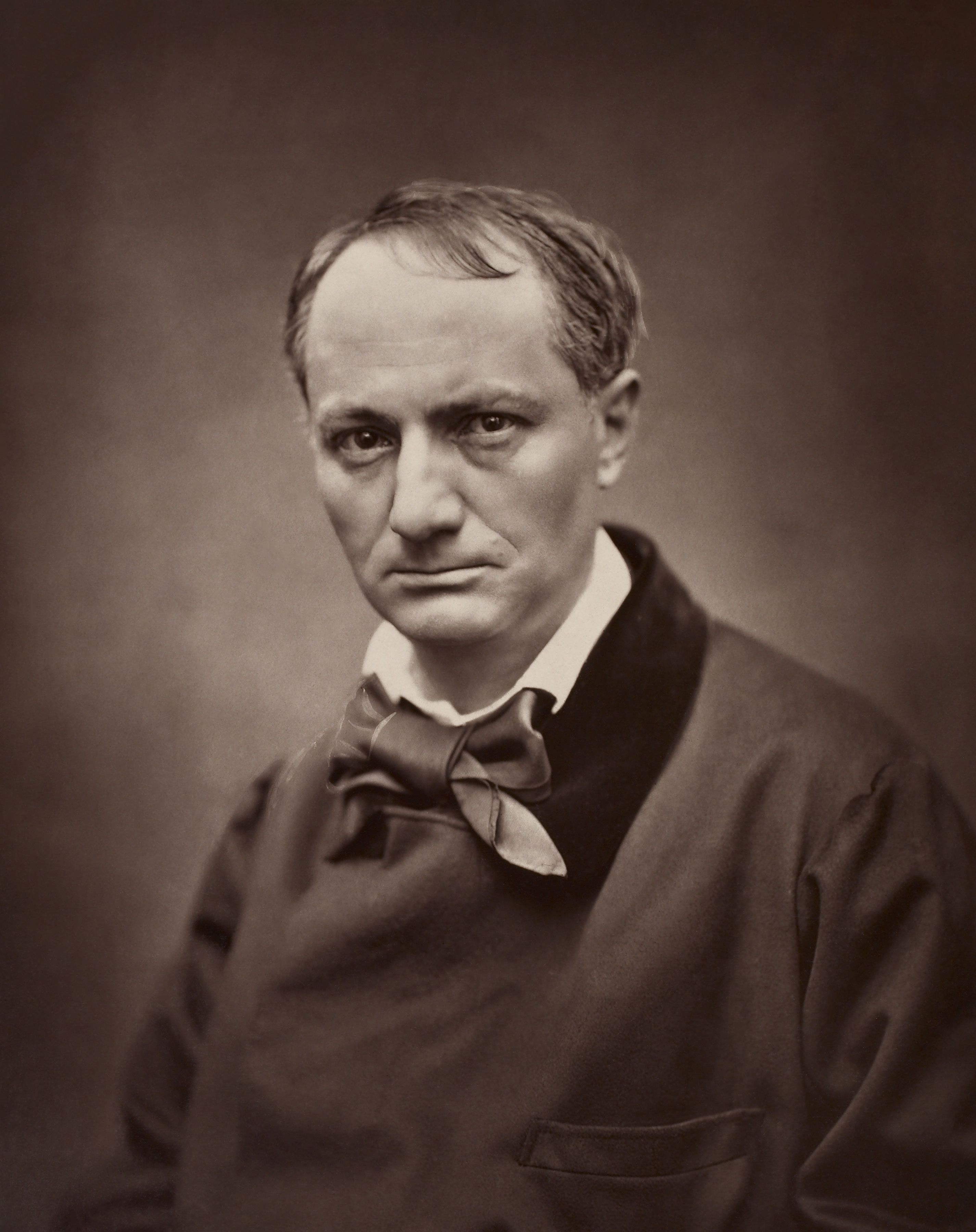
Étienne Carjat, Portret van Charles Baudelaire, circa 1862

L' Albatros is het tweede gedicht in de tweede editie (1861) van de gedichtenbundel Les Fleurs du mal van de Franse dichter Charles Baudelaire.
Baudelaire evoceert in dit allegorische gedicht de manier waarop de maatschappij de dichter behandelt. Er zijn twee universums die elkaar vijandig gezind zijn: enerzijds de idealistische sferen waarin de dichter leeft, en anderzijds een wereld van beperkte en gemene mensen. De gevangen, bespotte en mishandelde majestueuze vogel belichaamt de afgewezen kunstenaar.

## Tekst
L'Albatros
(Charles Baudelaire, uit Les fleurs du mal, 1861)
Souvent, pour s'amuser, les hommes d'équipage
Prennent des albatros, vastes oiseaux des mers,
Qui suivent, indolents compagnons de voyage,
Le navire glissant sur les gouffres amers.
À peine les ont-ils déposés sur les planches,
Que ces rois de l'azur, maladroits et honteux,
Laissent piteusement leurs grandes ailes blanches
Comme des avirons traîner à côté d'eux.
Ce voyageur ailé, comme il est gauche et veule!
Lui, naguère si beau, qu'il est comique et laid!
L'un agace son bec avec un brûle-gueule,
L'autre mime, en boitant, l'infirme qui volait!
Le Poète est semblable au prince des nuées
Qui hante la tempête et se rit de l'archer;
Exilé sur le sol au milieu des huées,
Ses ailes de géant l'empêchent de marcher.
De albatros (vertaling door Jules Grandgagnage)
Vaak, om zich te vermaken, vangen matrozen
die grootse vogels van de zeeën, de albatrossen,
lome metgezellen van de reis, volgers 
van het schip over de diepe zilte zee.
Nauwelijks op de planken gelegd, spreiden
deze hemelvorsten, onhandig en beschaamd,
hun grote witte vleugels 
als roeiriemen zielig naast zich neer.
Hoe lomp en zwak is deze gevleugelde reiziger nu!
Hij, voorheen zo mooi, thans zo komisch en lelijk!
Iemand plaagt zijn bek met een brandende pijp,
een andere bootst hem mankend na, de kreupele vlieger!
De dichter is als deze prins der wolken,
die stormen opzoekt en om de boogschutter lacht;
Verbannen op aarde tussen het volks geschreeuw,
verhinderen zijn reusachtige vleugels hem om te lopen.